# Piggyback

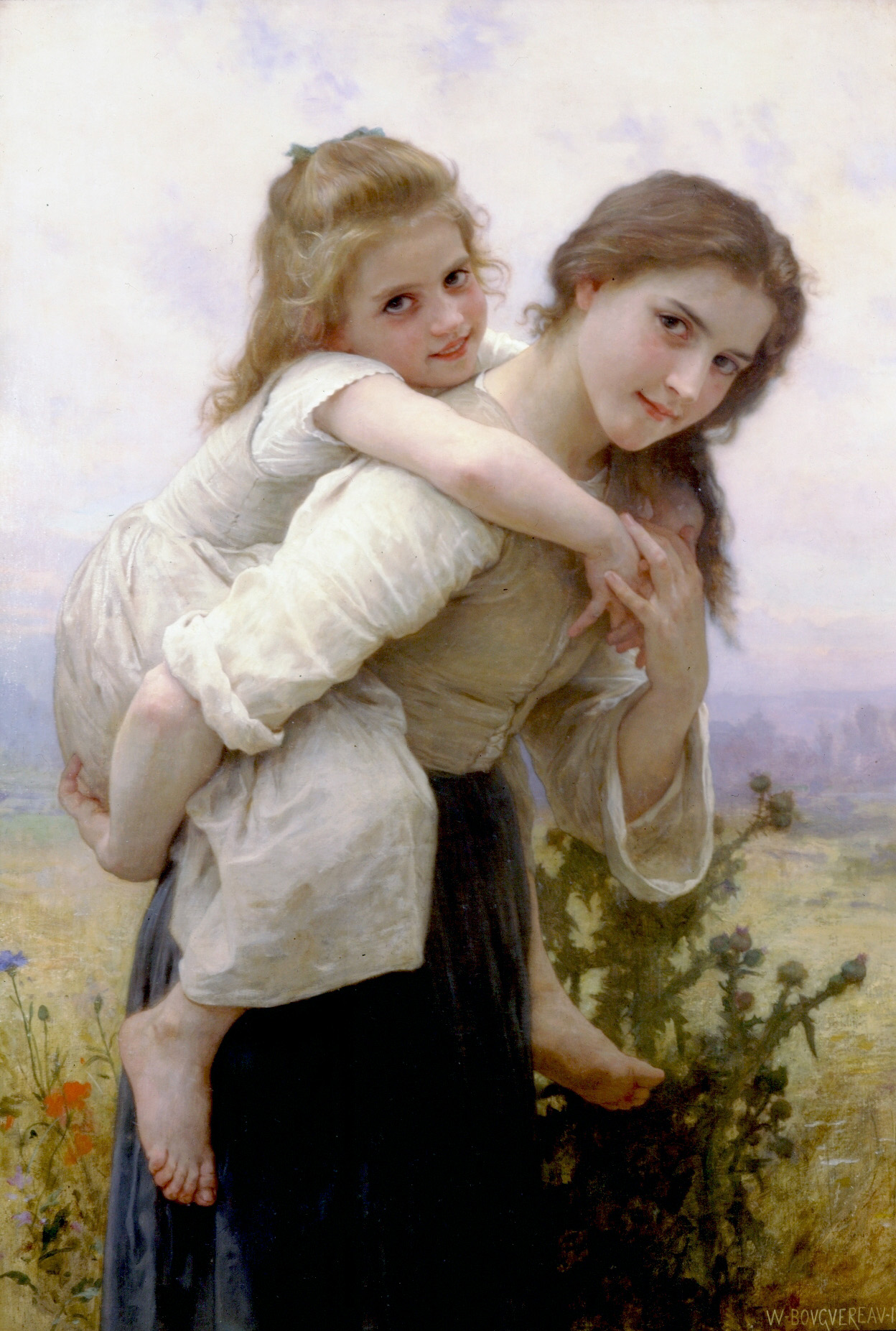
Originalmente la palabra inglesa piggybacking significa subirse en la espalda de otra persona para ser transportado (andar a caballito); en la imagen una obra de William-Adolphe Bouguereau.

Piggybacking es un término referido al acceso a una red inalámbrica de Internet con el propio ordenador del intruso dentro de la red de otra conexión inalámbrica, sin el permiso o el conocimiento explícito de suscriptor. Es una práctica legalmente y éticamente polémica, con leyes que varían en función de la jurisdicción. 
Un cliente de un negocio que proporciona situación crítica al servicio, como un hotel o el café, generalmente no se considera que haga piggybacking, aunque si está fuera del local o no es cliente puede estar haciéndolo. Muchos sitios proporcionan el acceso a Internet inalámbrico como una cortesía a sus patrocinadores, con o sin un recargo.
El piggybacking ha llegado a ser una práctica esparcida en el siglo XXI debido a la aparición de conexiones inalámbricas de Internet y enrutadores inalámbricos. Los usuarios que no tienen sus propias conexiones o que están fuera de su propia red quizás pueden encontrar la de otro con suerte y usarla. 
Sin embargo, el hecho de que puede haber usuarios que residan cerca de una situación crítica con el servicio y tengan la capacidad de utilizarlo sin frecuentar el negocio en cuestión, ha llevado a más controversia. Algunos pueden estar en el alcance de su propio hogar o cerca, otros pueden hacer uso de la red en el aparcamiento de otro negocio que tolera generalmente la presencia del usuario, o que es de dominio público. Otros, desde su apartamentos pueden utilizar la conexión de un vecino.

## Razones para elpiggybacking
El coste del servicio de Internet. Muchos usuarios no pueden pagar una suscripción mensual a un servicio de Internet, cuando solo lo utilizan ocasionalmente, la solución es conectarse a través de un vecino o un negocio cercano, o visita de un lugar que proporciona este servicio sin necesidad de pago. Si el negocio es grande y frecuentado por muchas personas, se puede pasar inadvertido. 
Otros piggybackers son suscriptores regulares a su propio servicio, que están lejos de casa cuando desean tener acceso a Internet, y no tienen su propia conexión disponible. Un usuario puede tener acceso a una red completamente por casualidad, cuando el acceso a la red señalada, las conexiones inalámbricas y software son diseñados para conectarse fácilmente de manera predeterminada. Esto es común cuando se está lejos de casa o cuando la red propia no se comporta correctamente. Tales usuarios a menudo no saben que hacen piggybacking. A pesar de todo, el piggybacking es difícil de captar a menos que el usuario pueda ser visto por otros utilizando un ordenador bajo circunstancias sospechosas. 
También es utilizado para ocultar las actividades ilegales, como pornografía infantil o robo de la identidad. Esta es una de las principales razones para la controversia. 
Los dueños de la conexión dejan sus redes sin protección por multitud de razones. Ellos pueden querer compartir su acceso a Internet con sus vecinos o público, o no atreverse a asegurarla por la falta de conocimiento y por el esfuerzo requerido.
Muchos anfitriones han sido culpados como responsables de las actividades de piggybackers, siendo ignorantes sobre los riesgos de no asegurar su red.

## Opiniones
Existe apoyo a la práctica, indicando que beneficia sin proporcionar ningún gasto adicional a otros, mientras otros lo critican con términos como “gorronear". Multitud de analogías son hechas en discusiones públicas para relacionar la práctica a situaciones más familiares. Los partidarios comparan la práctica a: 
Sentarse detrás de otro pasajero en un tren, y leer su periódico sobre el hombro, disfrutar de la música que un vecino escucha, utilizar una fuente, sentarse en una silla de uso público, comer otras sobras de un restaurante. 
Los adversarios al piggybacking comparan la práctica a: 
Entrar en un hogar simplemente porque la puerta está desatrancada, entrar por la puerta de atrás de un autobús para no pagar, conectar un propio alambre a la casa de un vecino para obtener el servicio libre de la televisión por cable cuando el vecino es el que paga la cuota. Esto concierne especialmente a los residentes de una casa de apartamentos donde muchos utilizan con normalidad una sola conexión inalámbrica. Algunos residentes tienen el acceso a Internet libre mientras otros pagan. 
Con un piggybacking excesivo puede ir más lenta la conexión del anfitrión, el cual no suele saber la razón de la reducción de la velocidad. Esto es más problemático cuantas más personas utilizan esa red, como en un apartamento o cerca de un negocio. 
Existe la capacidad de entrar en una actividad ilegal, como el robo de identidad o la pornografía, sin dejar rastro de su propia identidad, mientras que luego el dueño de la red es sujeto de la investigación por un crimen que no ha cometido. Mientras la mayoría de las personas que hacen piggybacking son ciudadanos generalmente honestos, Un número más pequeño rompe la ley de esta forma, haciendo difícil descubrir su identidad para los investigadores. 
La mayoría de los accesos señalan, cuando se usa una configuración predeterminada, o cuando se hace una configuración para proporcionar acceso inalámbrico a todos los que lo solicitan. Algunos discuten que los que establecen los puntos del acceso sin agregar medidas de seguridad ofrecen su conexión a la comunidad. Muchas personas dejan intencionadamente sus redes abiertas para permitir a los vecinos el acceso casual.
Jeffrey L. Seglin, El eticista para The New York Times, recomienda notificar al dueño de la red el uso de la misma, pero dice que no hay nada intrínsecamente injusto en conseguir acceso a una red y utilizar una conexión abierta. "La responsabilidad para decidir si otros deben poder utilizar un acceso dado pertenece directamente al que establece la conexión original.

## Prevención delpiggybacking
Las leyes inalámbricas de la seguridad de RAL no tienen la capacidad física para prevenir tal acción, y el piggybacking puede ser practicado con un descubrimiento insignificante. 
El dueño de una conexión inalámbrica tiene la capacidad de bloquear el acceso de intrusos utilizando medidas de seguridad inalámbricas de RAL. Esto no es hecho por todos los dueños, y algunas medidas de seguridad son más efectivas que otras. Los operarios de seguridad conscientes de la red pueden elegir variedad de medidas de seguridad para limitar el acceso a su red inalámbrica. 
La (WEP) es criptográficamente muy débil, así que una llave de acceso puede ser agrietada fácilmente. Su uso a menudo es desalentado a favor de otras medidas de seguridad más robustas, pero muchos usuarios sienten que cualquier seguridad es mejor que ninguna o ignoran cualquier otra. En la práctica, esto puede significar simplemente que las redes del no-WEP de sus vecinos son los objetivos más accesibles. WEP deriva a veces en un tráfico más lento de la red.
El acceso protegido Wi-Fi (WPA) es más seguro que el WEP.
Muchos puntos del acceso sostienen WPA después de que una micro-instrucción actualice. 
La autenticación de la dirección de MAC en la combinación con ajustes discrecionales de camarero de DHCP permite a un usuario establecer "la dirección permitida de MAC". 
Bajo este tipo de seguridad, el punto del acceso solo dará una dirección de IP a ordenadores cuya dirección de MAC está en la lista. Así, el administrador de la red obtendría las direcciones válidas de MAC de cada uno de los clientes potenciales en su red. Las desventajas a este método incluyen el arreglo adicional. Este método no protege a los datos de ser robados (no hay codificación implicada). Los métodos de derrotar este tipo de seguridad incluyen la dirección de MAC que engaña, detallado en la página de la dirección de MAC, por lo cual el tráfico de la red es observado.
La seguridad IP puede ser utilizada para cifrar el tráfico entre nodos de red, reducir o eliminar la cantidad de información simple de texto transmitido sobre el aire. Este método de seguridad dirige la intimidad concerniente a usuarios inalámbricos, llegando a ser mucho más difícil observar su actividad inalámbrica. La dificultad de establecer seguridad IP está relacionada con la marca del punto de acceso para ser utilizado. Algunos puntos de acceso no pueden ofrecer seguridad IP siempre, mientras otros pueden requerir una microinstrucción actualizada antes de ver que opciones de seguridad IP están disponibles.
Las opciones de VPN como modo de seguridad IP o OpenVPN pueden ser difíciles de establecer, pero a menudo proporcionan seguridad más flexible y extensible, y son recomendados para redes más grandes con muchos usuarios. 
Los sistemas inalámbricos de detección de intrusos pueden ser utilizados para discernir la presencia de los puntos del acceso de pícaro que exponen una red a infracciones de seguridad. Tales sistemas son especialmente de interés a organizaciones grandes con muchos empleados.

## Alternativas
El acceso a Internet está disponible con planes de datos en muchos teléfonos y PDAs. Aunque pueda tener limitaciones que varían comparándolo con el acceso a Internet en un escritorio o el ordenador personal portátil, se puede conseguir acceso a donde quiera en una y otra dirección (transmite y recibe). Algunos proveedores de Internet de móvil, ofrecen el acceso Wi-Fi, vía una conexión de datos de un ordenador portátil a un móvil a suscriptores. Esto permite el acceso a Internet del ordenador haya dondequiera una señal. 
Algunas jurisdicciones han estado experimentando con el acceso a todo el estado inalámbrico de la red. El estado de Rhode Island proporciona actualmente el servicio Wi-Fi dentro de sus fronteras, y Condado de Baltimore, Maryland ha anunciado recientemente un plan para proporcionar el acceso Wi-Fi libre a través del condado entero. Actualmente, este servicio es proporcionado en la zona comercial central de Towson, y es ensanchado gradualmente por el resto del condado. Estos programas piloto pueden tener como resultado, la proporción de servicios semejantes por todo el país.